# Yohanes Harun Yuwono
Yohanes Harun Yuwono, né le 4 juillet 1964 à Padang Cermin dans la province du Lampung, est un prélat indonésien, évêque du diocèse de Tanjungkarang en Indonésie depuis 2013.

## Biographie
Il est ordonné prêtre pour le diocèse de Pangkal Pinang le 8 décembre 1992. En 1994, il est envoyé par son Évêque à Rome et plus particulièrement à l'institut pontifical d’études arabes et d'islamologie où il obtient un doctorat en islamologie.
De 1999 à 2008, il devient professeur au séminaire interdiocésain Saint-Pierre à Pematangsiantar, Sumatra du Nord. En 2010, il devient recteur de ce même séminaire.

## Évêque
Le 19 juillet 2013, le pape  François le nomme évêque de Tanjungkarang.
Il reçoit l'ordination épiscopale le 10 octobre suivant des mains de Aloysius Sudarso.